# NGC 5068
NGC 5068 este o galaxie spirală barată situată în constelația Fecioara. A fost descoperită în 1785 de către William Herschel.